# Pjotr Iwanowitsch Potjomkin

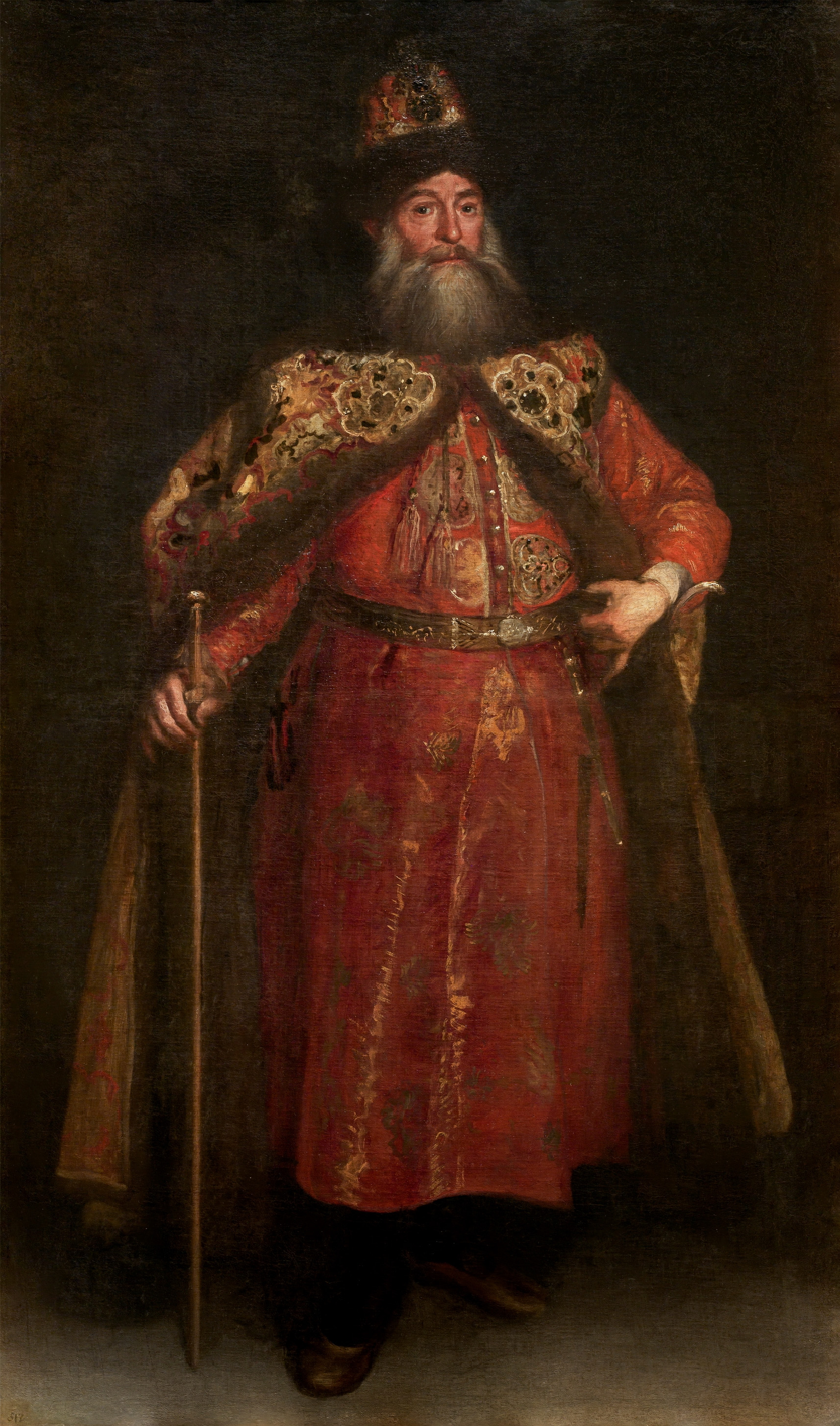
Pjotr Potjomkin; Gemälde von Juan Carreño de Miranda (1681/82)

Pjotr Iwanowitsch Potjomkin (russisch Пётр Иванович Потёмкин; * 1617; † 1700) war ein russischer Diplomat, Wojewode und Namestnik von Borowsk in der Regierungszeit von Alexei I. und Fjodor III. Er war ein entfernter Verwandter des berühmten Staatsmanns Grigori Potjomkin.
Erstmals ist die Person Potjomkins während des Russisch-Polnischen Krieges nachweisbar, in dem er als Heerführer 1655 die Stadt Lublin und im folgenden Jahr die schwedische Festung Nyenschanz einnahm.
Danach erhielt er vom Zaren Alexei Michailowitsch 1667/68 wichtige diplomatische Missionen in Westeuropa. Über diese verfasste er einen der ersten russischen Reiseberichte, den sogenannten »статейный список«. Im Februar 1668 traf Potjomkin in Madrid ein, wo er die gegenseitigen Handelsbeziehungen und ein gemeinsames Vorgehen der christlichen Staaten gegen das Osmanische Reich ansprach. Nach fast dreimonatigem Aufenthalt reiste die russische Delegation im Juni 1668 weiter an den französischen königlichen Hof und von dort aus zurück nach Moskau.
Im Jahre 1674 wurde Potjomkin erneut mit einer diplomatischen Mission nach Wien betraut, wo er die kaiserlich-österreichische Politik gegenüber dem Königreich Polen mit derjenigen Russlands abstimmen sollte. Im Jahr darauf setzte er seine Reise nach Dänemark und England fort. Eine letzte Reise im Auftrag des russischen Zaren führte ihn 1681/82 noch einmal nach Spanien, England und Frankreich. Danach machte er ab 1688/89 eine Karriere im russischen Staatswesen.